# William Grayson
William Grayson (1736 – 12 mars 1790) est un avocat, soldat et homme politique américain.
Né dans le comté de Prince William, en Virginie, il part étudier le droit à Londres avant de rentrer en Virginie pour y exercer le métier d'avocat à Dumfries. Il devient aide de camp de George Washington durant la guerre d'indépendance. Redevenu avocat, il siège au Second Congrès continental de 1785 à 1787 et participe à la Convention de ratification de Virginie en juin 1788, durant laquelle il s'oppose en vain à la ratification de la Constitution des États-Unis.
Grayson est, avec Richard Henry Lee, l'un des deux sénateurs élus pour siéger au 1er congrès des États-Unis. Il entre en fonction le 4 mars 1789 et meurt un an plus tard, le 12 mars 1790, à Dumfries.